# 朴承妍
朴承妍（： Park Seung-Yeon；1993年6月26日—），2016年以韓國女子團體MATILDA出道。藝名為丹雅(Dan-A)，團體解散後，與Awesome娛樂簽約，轉型為演員。

## 經歷
- 2016年3月17日，以團體MATILDA的出道曲《Macarena》出道。
- 2017年10月28日，參加選秀節目The Unit，最終排名14名，無緣出道。
- 2019年9月7日，與經紀公司BOX Media的合約到期，離開公司，其團體於同年9月11日宣布解散。
- 2019年，與Awesome娛樂簽約，轉型成為演員，活動的名稱從丹雅(Dan-A)改回本名。

## 音樂作品
主條目：MATILDA § 音樂作品

## 影視作品
所屬團體之共同出演，請參閱MATILDA § 影視作品

### 電視劇
| 年份   | 電視台 | 劇名         | 角色   | 備註 |
| ------ | ------ | ------------ | ------ | ---- |
| 2017年 | 網路劇 | 《小公主》   | 徐珠莉 | 主角 |
| 2019年 | JTBC   | 《耀眼》     |        | 客串 |
| 2021年 | KBS2   | 《警察課程》 | 閔在京 | 配角 |

## 外部連結
- 朴承妍的Instagram帳戶
- NAVER （页面存档备份，存于）